# Do Wah Diddy Diddy
Singles de Manfred Mann
Hubble Bubble (Toil and Trouble)
(1964) Sha La La
(1964)
Do Wah Diddy Diddy est une chanson écrite par Jeff Barry et Ellie Greenwich.
Elle est enregistrée pour la première fois par le groupe américain The Exciters en 1963. Ce quatrième single du groupe atteint la 78e place du classement Billboard. Quelques mois plus tard, elle est reprise par le groupe britannique Manfred Mann et rencontre un succès important, se classant no 1 des ventes au Royaume-Uni et aux États-Unis en 1964.
La même année, Do Wah Diddy Diddy est adaptée en français pour la chanteuse Sheila sous le titre Vous les copains, je ne vous oublierai jamais. La version française rencontre un énorme succès dans les pays de sortie notamment en France, ou le titre est no 1 des ventes durant trois semaines, et est vendu à 400 000 exemplaires.
Au Québec, Tony Roman en 1964 reprend sous le même titre Do Wah Diddy Diddy en français également.

## Dans la culture populaire
On peut entendre la chanson dans le film My Girl (1991).